# Pentagonia macrophylla
Pentagonia  macrophylla es una especie de arbusto en la familia de las rubiáceas. Se encuentra desde Guatemala a Perú. 

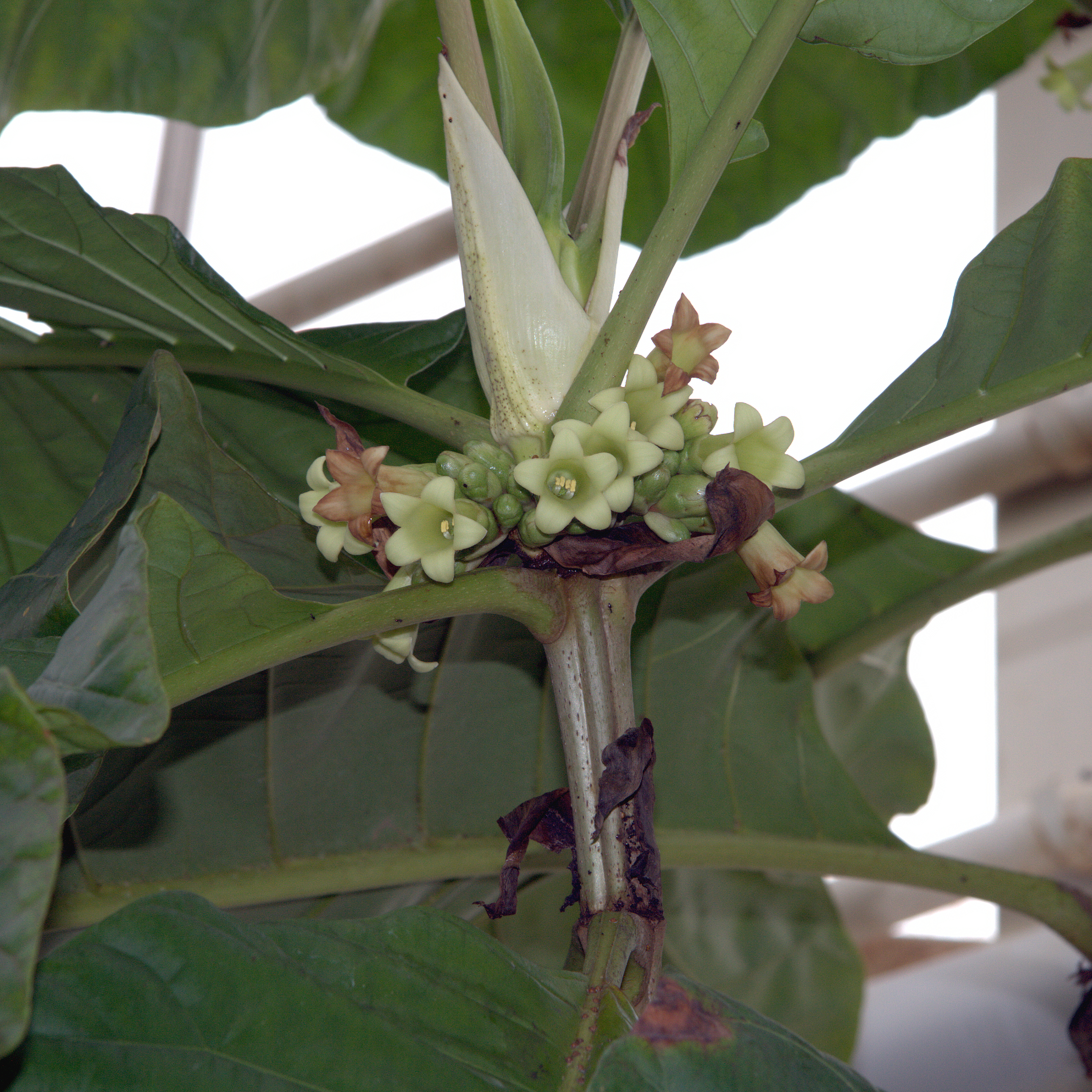
Detalle de la flor

## Descripción
Es un arbusto o arbolito generalmente monocaule, que alcanza un tamaño de hasta 7 m de alto, pubérulo a glabrescente. Las hojas ampliamente elípticas, de 15–80 cm de largo y 10–50 cm de ancho, el ápice obtuso, la base redondeada a truncada, cartáceas, con nervios secundarios 10–14 pares; pecíolos de 3–12 cm de largo; y estípulas de 25–70 mm de largo. Las inflorescencias congestionadas a glomeruladas, de 2–5 cm de largo y 3–8 cm de ancho, con pedúnculo de 0–2 mm de largo, pedicelos hasta 6 mm de largo; limbo calicino 5–10 mm de largo, profundamente lobulado, de color verde; corola infundibuliforme, cremosa a amarilla o verde amarillenta, con tubo de 18–30 mm de largo, lobos 3–10 mm de largo. Frutos 1.5–4 cm de diámetro, anaranjados.

## Distribución y hábitat
Se encuentra en los bosques húmedos en Costa Rica, Guatemala, Honduras, Nicaragua, Panamá, Colombia, Ecuador y Perú.

## Taxonomía
Pentagonia  macrophylla fue descrita por George Bentham y publicado en The Botany of the Voyage of H.M.S. Sulphur 105, t. 39, en el año 1844.
Sinonimia
- Pentagonia cuatrecasasii Standl. ex Steyerm.
- Pentagonia donnell-smithii (Standl.) Standl.
- Pentagonia orthoneura Standl.
- Pentagonia pubescens (Standl.) Standl.
- Pentagonia sprucei Standl.
- Watsonamra donnell-smithii Standl.
- Watsonamra macrophylla (Benth.) Kuntze
- Watsonamra pubescens Standl.[3]